# Młynarzowa Przełęcz
Młynarzowa Przełęcz (niem. Müllerscharte, słow. Mlynárovo sedlo, węg. Molnár-hágó, 2054 m) – przełęcz w odchodzącym na północny wschód od Żabiego Szczytu Wyżniego grzbiecie w Tatrach Wysokich. Jest to  główny grzbiet Młynarza oddzielający Dolinę Żabią Białczańską od Doliny Ciężkiej. Młynarzowa Przełęcz znajduje się w połowie grani pomiędzy Żabim Szczytem Wyżnim i Młynarzem i jest najgłębszą przełęczą w 1,5-kilometrowym odcinku tego grzbietu. Wyróżniono w nim jeszcze wiele turni i przełączek. Po południowo-zachodniej stronie Młynarzowej Przełęczy w grani znajduje się Żabi Mur, po północno-wschodniej Widłowy Zwornik (2082 m). Wcześniejsze pomiary określały wysokość przełęczy na 2087 m.
Młynarzowa Przełęcz jest łatwo dostępna zarówno z Żabiej Doliny Białczańskiej, jak i z Doliny Ciężkiej. Używana była w dawnych czasach przez górali jako połączenie tych dolin i miała ludową nazwę Głazy pochodzącą od tego, że pokryta jest płytami skalnymi (po góralsku głazami). Pod taką też nazwą zapisał tę przełęcz w 1879 r. w Jahrbuch des UKV Viktor Lorenc, najlepszy w owym czasie znawca Tatr Janusz Chmielowski jednak zignorował zapis Lorenca i w 1908 r. wprowadził własną nazwę Przełęcz pod Młynarzem, nazwa ta potem upowszechniła się, a Witold Henryk Paryski w VII tomie przewodnika Tatry Wysokie przyjął wersję „Młynarzowa Przełęcz zwana też Przełęczą pod Młynarzem”.
Do Doliny Żabiej opada z przełęczy płytka i niezbyt stroma depresja, w środkowej części piarżysta. Poniżej piargów przekształca się w głęboki i mokry żleb o płytowym dnie przykrytym szutrem. Ma wylot po południowo-wschodniej stronie Wyżniego Żabiego Stawu. Do Doliny Ciężkiej opada z przełęczy olbrzymi i głęboko wcięty żleb mający wylot nieco po prawej stronie progu Dolinki Spadowej. Od prawej strony (patrząc od dołu) ograniczony jest masywem Młynarzowych Wideł. W żlebie tym znajduje się olbrzymi, zaklinowany blok skalny.
W literaturze podawane jest, że pierwsze odnotowane wejście turystyczne miało miejsce 18 lipca 1907 r. (Michał Beynarowicz, Mieczysław Karłowicz). Nie jest to jednak prawdą, gdyż ok. 1875 r. przeszedł przez tę przełęcz Viktor Lorenc (chodzący po Tatrach m.in. z koziarzami z Jurgowa), a latem 1895 r. austriaccy geodeci musieli zatknąć w siodle przełęczy tyczkę mierniczą. Pierwsze wejście zimowe miało miejsce 4 stycznia 1930 r. (Antoni Kenar, Tadeusz Pawłowski, Wiesław Stanisławski).
Władysław Cywiński pisał: Widok z przełęczy jest porażający. Zwłaszcza wtedy, gdy wchodząc na nią od pn. Obserwujemy nagłe podniesienie kurtyny. Obecnie przełęcz jest niedostępna dla turystów.

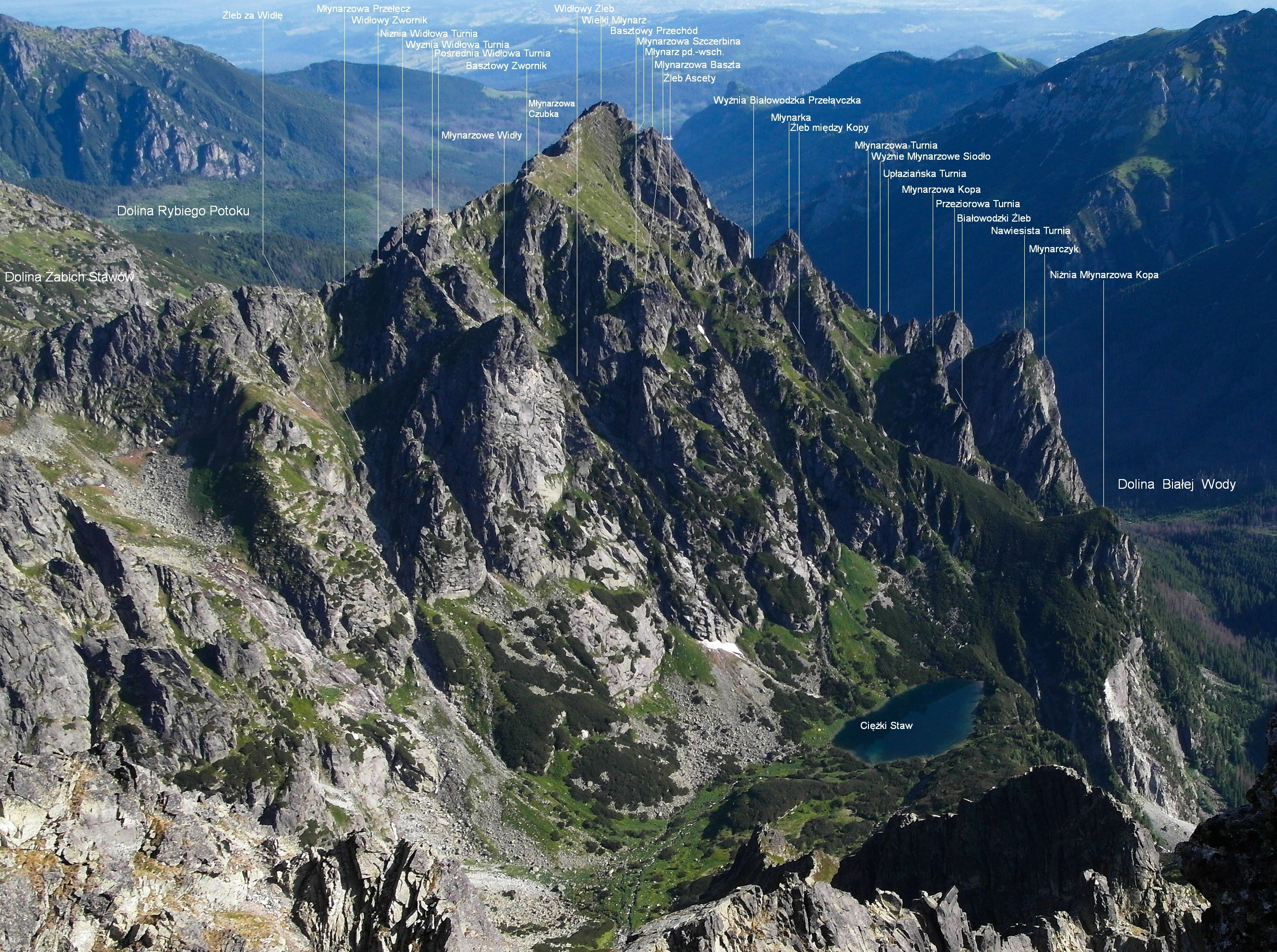
Widok z Ganku